# Justinas Lagunavičius
Justinas Lagunavičius   (Kaunas, 4 de setembre de 1924 - Kaunas, 15 de juliol de 1997) fou un jugador de bàsquet lituà que va competir sota bandera de la Unió Soviètica durant les dècades de 1940 i 1950. Jugava de base.
El 1952 va prendre part en els Jocs Olímpics d'Estiu de Hèlsinki, on guanyà la medalla de plata en la competició de bàsquet. En el seu palmarès també destaquen tres medalles d'or en el Campionat d'Europa de bàsquet, el 1947, 1951 i 1953.
A nivell de clubs jugà al Žalgiris Kaunas, amb qui guanyà el campionat soviètic de 1947 i 1951 i la Copa soviètica de 1953.
Una vegada retirat va treballar com a degà de la facultat de Pedagogia de l'Institut Estatal Lituà de Cultura Física.